# La Sépulture maudite
Pour plus de détails, voir Fiche technique et Distribution.
La Sépulture maudite (Grip of the Strangler) est un film britannique réalisé par Robert Day, sorti en 1958.

## Fiche technique
- Titre français : La Sépulture maudite[1]
- Titre original : Grip of the Strangler
- Réalisation : Robert Day
- Scénario : Jan Read et John Croydon
- Photographie : Lionel Banes
- Montage : Peter Mayhew
- Musique : Buxton Orr
- Pays d'origine : Royaume-Uni
- Format : Noir et blanc - 1,66:1 - Mono
- Genre : horreur
- Date de sortie : 
  - Royaume-Uni : 1958
  - France : 16 octobre 1959[1]

## Distribution
- Boris Karloff : James Rankin
- Jean Kent : Cora Seth
- Elizabeth Allan : Barbara Rankin
- Anthony Dawson : Supt. Burk
- Vera Day : Pearl